# Guy Latraverse
Pour les articles homonymes, voir Latraverse.
Guy Latraverse, né le 5 juillet 1939 à Chicoutimi (Québec) et mort le 14 octobre 2023, est une figure immense de l’industrie de la musique, du spectacle, du disque et de la télévision au Québec, industrie qu’il a grandement aidé à bâtir.
Agent d'artistes, producteur et/ou concepteur de spectacles et d’émissions de télévision, il est surtout connu pour ses activités dans la chanson, l'humour et les spectacles de variétés. Il a produit plusieurs chanteurs québécois qu’il a propulsés au sommet et son nom est souvent associé à ceux, entre autres, d’Yvon Deschamps, de Robert Charlebois, de Diane Dufresne, de Jean-Pierre Ferland, de Jean Lapointe, de Daniel Lemire et de Claude Dubois.
Tôt dans les années 1960, il crée un réseau de salles pour les tournées d’artiste au Québec et dès 1964, il fait venir d’Europe des artistes au sommet de leur gloire dont Charles Aznavour, Mireille Mathieu, Michel Fugain, Petula Clark, Léo Ferré, Dalida. Il est à la base de grands événements culturels dont le spectacle J'ai vu le loup, le renard, le lion sur les plaines d’Abraham, le concert 1 fois 5 sur le mont Royal et  Magie rose au Stade olympique de Montréal.
Diagnostiqué de trouble bipolaire (maniaco-dépression) au milieu des années 1980, il s’investit, depuis plus de 40 ans, dans la démystification de la maladie mentale en produisant des documentaires et des émissions d’humour sur le sujet. En télévision, il a produit au-delà de 1 000 émissions.
Surnommé le « père du show-business », Guy Latraverse est décrit par la parolière et scénariste Mouffe (Claudine Monfette) : « … il exerce le métier de producteur, mais avec la sensibilité et la créativité d’un artiste».
Il est le frère de la comédienne Louise Latraverse.

## Biographie
Guy Latraverse naît 5 juillet 1939 à Arvida. Il est l’aîné de la famille de quatre enfants. Ses parents sont Roger Latraverse (1914-1979) et Fernande Gagnon (1916-1998). Son père est un cadre de l’aluminerie d’Arvida et la famille vit dans le quartier anglophone d’Arvida.
Il fait son primaire au Collège Saint-Joseph, établissement tenu par les Frères de l’instruction chrétienne. Il commence son cours classique au Collège de Lévis, puis revient à Arvida pour finalement, en septembre 1955, entrer comme pensionnaire au Collège Saint-Laurent. Il devient rapidement connu dans cet établissement : il participe à la chorale, joue dans certaines pièces de théâtre et il devient « l’organisateur principal du collège, tant pour les sports que pour les activités culturelles ».
Faisant preuve de grande qualité de leadership, il est élu président de l’Association des étudiants du collège en 1958. Après que ses parents aient fait faillite et aient déménagé à Chomedey (Laval), il retourne vivre avec eux et devient un étudiant externe au collège.

### Années 1960
Guy Latraverse obtient son baccalauréat ès arts en 1961 et s’inscrit à l'École des hautes études commerciales. Il se dirige vers une carrière en droit international,. Mais il abandonne ses études après un semestre « … pour supporter sa mère, son frère, ses deux sœurs, parce que le père de la famille, « gravement malade d’alcoolisme », n’y parvenait plus ».
À l’hiver 1962, il effectue des travaux de dactylographie et de comptabilité au bureau de relations publiques de François Zalloni. Mais sa vie va être complètement modifiée lorsqu’il fait la rencontre de l’auteur-compositeur-interprète Claude Léveillée qui fréquente sa sœur Louise Latraverse. Léveillée lui demande de s’occuper de l’administration de ses affaires. Guy accepte et rapidement d’autres artistes lui font la même demande. Puis, en octobre 1962, Guy Latraverse devient « officiellement » agent artistique quand il négocie le contrat de Claude Léveillée avec l’Auditorium du Plateau (Montréal). Plus qu’un agent, il conseille aussi l’artiste sur ses contrats de scène et de disque.
L’année suivante, il se marie avec Michelle Dionne et il crée Les Productions Guy Latraverse. C’est la période où il agrandit son réseau d’artistes et il s’occupe aussi de Pierre Calvé, Pauline Julien, Claude Gauthier entre autres. Il « commence à produire lui-même des spectacles » et il organise la première tournée de Jean-Pierre Ferland qui aura lieu à travers le Québec en 1964 : il trouve des salles pour les spectacles et ce système servira de base au réseau actuel. Guy Latraverse voit grand pour Claude Léveillée et il réussit à le convaincre de faire la « Grande salle » (aujourd’hui nommée salle Wilfrid-Pelletier) avec ses 3000 places à la Place des Arts. Le chanteur accepte et, en avril 1964, il donne son récital sur cette scène. Ce faisant, Guy Latraverse établit trois grandes premières dans l’industrie de la musique: la première fois qu’un artiste québécois donne un spectacle solo à la Place des Arts, la première fois qu’un spectacle est enregistré pour la télévision à la Place des Arts et enfin, la première fois qu’un album de musique est enregistré en direct pendant une performance au Québec,. Et c’est la maison de disques Columbia qui fait cet enregistrement qui donne l’album Claude Léveillée à la Place des Arts (en haute fidélité garantie).
Un mois plus tard, il produit le Gala de l’Indépendance au Forum de Montréal pour le Rassemblement pour l’indépendance nationale (RIN) dont il partage les idées politiques. Claude Léveillée, Joël Denis, Monique Leyrac, Pierre Létourneau et Gilles Vigneault comptent parmi la trentaine d’artistes. Toujours la même année, Guy Latraverse organise la tournée de deux mois du chanteur français Guy Béart au Québec. En 1965, il fait sa première faillite. Puis, il reprend les affaires en créant les Productions Spex. C’est la fin de son mariage avec Michelle Dionne. Cette année-là il supervise l’artistique du deuxième gala du Rassemblement pour l’indépendance nationale avec, comme artistes, Claude Léveillée, Pauline Julien, Renée Claude, Jean-Guy Moreau, Monique Leyrac, les Cyniques, Claude Gauthier, etc. Profitant de l’Exposition universelle de 1967 à Montréal, il produit plusieurs spectacles dont celui de Mireille Mathieu à l’Expo-Théâtre et la revue Prestige de Paris au Jardin des étoiles où se mêlent chanteurs, acrobates et danseuses.
Yvon Deschamps — qu’il connaît grâce à sa sœur Louise Latraverse — joue dans L’Osstidcho au Théâtre de Quat'Sous et il convainc Guy Latraverse de produire le spectacle qui vient de prendre fin. Après avoir joué à la Comédie-Canadienne, L’Osstidcho King Size part en tournée à travers le Québec en 1968 et se termine à la Place des Arts en janvier 1969. Ce spectacle, reconnu par tous comme celui qui a révolutionné la chanson québécoise, fait connaître Robert Charlebois, Yvon Deschamps, Mouffe (Claudine Monfette), Louise Forestier et le Quatuor de jazz libre du Québec. Dès l’année suivante, Guy Latraverse devient l’agent de Robert Charlebois (1969-1977) et d’Yvon Deschamps (1969-1994).

### Années 1970
Guy Latraverse fait sa deuxième faillite en 1970 avec les Productions Spex. Se relevant de cette faillite, il crée Kébec Spec compagnie qui produit et diffuse les spectacles d’artistes tels Jean Lapointe, Diane Dufresne, Claude Dubois. Il se marie avec Catherine Haller en 1972 et sa première fille, Zoé Latraverse, naît.
Dans les années qui suivent, il présente plusieurs grands spectacles à la Place des Nations de l’île Sainte-Hélène (Montréal) : en 1974, Frank Zappa & The Mothers of Invention, Joni Mitchell, Jose Feliciano entre autres en plus de présenter plusieurs artistes québécois dont Diane Dufresne, Harmonium, Claude Dubois et Beau Dommage et, en 1975, Peter Frampton, Chick Corea, James Taylor, Johnny Hallyday et Sylvie Vartan.
Les années 1970 sont une décennie très importante pour Guy Latraverse qui va produire d’énormes événements : J’ai vu le Loup, le Renard, le Lion (1974) (gala d’ouverture de la Superfrancofête) avec Robert Charlebois, Gilles Vigneault et Félix Leclerc sur les plaines d’Abraham devant 100 000 personnes ; Michel Fugain et le Big Bazar  pendant 21 soirs à guichets fermés à la Place des Arts (1974) ; le spectacle 1 fois 5 (1976) avec Claude Léveillée, Gilles Vigneault, Yvon Deschamps, Jean-Pierre Ferland et Robert Charlebois, présenté d’abord au parc du Bois-de-Coulonge devant environ 150 000 personnes puis au lac aux Castors sur le mont Royal devant 300 000 personnes. Vers la fin de cette décennie, il fonde — avec d’autres personnes de l’industrie de la musique — l’Association québécoise de l’industrie du disque, du disque et de la vidéo (ADISQ) et il agit comme producteur délégué pendant 8 ans pour les galas annuels diffusés à la Société Radio-Canada. En juillet 1979, son père décède. La même année, il est honoré au premier gala de l’ADISQ, comme producteur de spectacles de l’année.

### Années 1980
Guy Latraverse quitte sa femme Catherine Haller et continue son travail de producteur de grands événements en présentant au Forum de Montréal le spectacle J’me mets sur mon 36 de Diane Dufresne (qui devient la première chanteuse québécoise à se produire solo à cet endroit) et celui de Claude Dubois qui descend du toit au bout d’un fil de fer vêtu d’un peignoir et des gants de boxe pour atterrir sur la scène en forme de ring. En 1983, c’est la faillite de Kébec Spec. Il crée alors Artistes et associés ajoutant à ses activités la production de spectacles de télévision. En 1984, au Stade olympique de Montréal, il produit l’immense spectacle de Diane Dufresne Magie rose où la majorité des 55 000 spectateurs sont habillées en rose pour l’occasion.
En 1985, il fait la rencontre de Monique Dufresne. La même année, après une tentative de suicide, il est hospitalisé pendant six semaines dans la section psychiatrique de l’Hôtel-Dieu de Montréal. Il est diagnostiqué de trouble bipolaire (psychose maniaque dépressive) et on lui prescrit du lithium qui lui redonne une vie normale. À sa sortie d’hôpital, il retourne chez SogeStalt 2001 et se concentre sur la production d’émissions spéciales de télévision seulement. En 1988, il reçoit deux belles nouvelles : la naissance de son fils Simon et le Félix hommage à l’ADISQ. L’année suivante, avec Alain Simard et Jean-Louis Foulquier, il crée les FrancoFolies de Montréal qui ont lieu chaque année au mois d’août. « En 25 ans, j’ai produit pour les FrancoFolies 130 émissions de télévision, également divisées entre captations et conceptions/productions… ». Il produit la même année l’émouvante émission mi-documentaire mi-variétés Rendez-vous doux avec Gerry Boulet qui est dans les derniers mois de sa vie. Toujours la même année, il produit le spectacle de clôture des FrancoFolies de Montréal Bonjour la visite ! : ce gala de la Communauté des télévisions francophones, présenté le 16 septembre 1989 au Théâtre Maisonneuve de la Place des Arts, est retransmis sur 7 chaînes de télévision dans la plupart des pays membres de la Communauté, en Europe comme en Afrique. Animé par Michel Rivard, les artistes sont Robert Charlebois, Véronique Sanson, Maurane, Martine St-Clair, Patricia Kaas, Mitsou, Elsa Lunghini, Chantal Gallia, Philippe Lafontaine et les groupes Malavoi et Loketo. Et Guy Latraverse dit de ce spectacle : « Je n’ai jamais rien produit de si gros » au Québec.

### Années 1990
En 1990, aussi pour la Communauté des télévisions francophones, Guy Latraverse travaille sur la monumentale émission Mission Apollo à Harlem, New York où il dit de lui-même qu’il n’est qu’un exécutant. Pourtant, il a la responsabilité d’amener des artistes de la France, de la Belgique, de la Suisse, des Antilles, de la Guinée française et du Québec à New York. Parmi ceux-là, il y a Vanessa Paradis, Philippe Lafontaine, Stephan Eicher, le groupe Kassav, Mory Kanté, Kashtin et Roch Voisine.
Les années 1990 arrivent et c’est au cours de cette décennie qu’il s’implique dans l’Association des dépressifs et maniaco-dépressifs du Québec qui deviendra Revivre puis Relief. Il en dirige le conseil d’administration de 1991 à 2013. Il parle de sa maniaco-dépression sans pudeur sur plusieurs tribunes et il devient : « l’un des premiers Québécois de renom à parler ouvertement de son expérience de la maladie mentale». Sa deuxième fille, Rose, naît en 1990 et l’année suivante, il se marie avec Monique Dufresne.
En 1992, il produit, au forum, le grand spectacle La Fête à Montréal, pour souligner la fin des festivités du 350e anniversaire de Montréal et le début des FrancoFolies : avec, entre autres, Robert Charlebois, Michel Rivard, Claude Dubois, Jean-Pierre Ferland, Les Sœurs McGarrigle, Louise Forestier, Luc De Larochellière, Pierre Flynn, Richard Séguin, Dan Bigras. En 1996, constatant la gravité du SIDA, il réussit à asseoir à une même table les dirigeants des cinq grands réseaux francophones de télévision québécoise (Radio-Canada, TVA, Télé-Québec, TQS et Musique Plus). Il les persuade de s’unir pour ramasser des fonds pour lutter contre le SIDA. Le spectacle Tous unis contre le SIDA tenu le 1er avril 1996 à l’Aréna Maurice-Richard et animé par Jean-Pierre Ferland est enregistré. Et pour la première fois dans l’histoire de la télévision, il sera diffusé le soir du 7 avril 1996, simultanément sur les 5 grands réseaux. L’argent ramassé est versé au Fonds de recherche pour l’étude du sida du Québec (FRESQ), organisateur de l’événement.
Puis, il répétera l’expérience d’unir les grands réseaux francophones et cette fois ils seront 6 : Radio-Canada, TVA, TQS, Télé-Québec, TV5 et Musique Plus. En effet, à la suite du Déluge du Saguenay de juillet 1996, il produit l’émission De concert avec le Saguenay en direct du Centre Molson (aujourd’hui Centre Bell). L’émission est animée par Michel Barrette et comprend une multitude d’artistes : Céline Dion, Alanis Morissette, Bryan Adams, Cirque du Soleil, Les Colocs, Michel Rivard, Paul Piché, René Simard, Richard Séguin, Robert Charlebois, Yvon Deschamps, Éric Lapointe parmi tant d’autres. Cette soirée récolte plus de 3 millions de dollars pour les sinistrés. Toujours dans cette décennie, il s’associe avec la Société Radio-Canada, pour produire le Show du Refuge, spectacle organisé chaque année par le chanteur Dan Bigras pour aider les jeunes sans-abri. Cette association avec Dan Bigras dure 20 ans.
Poursuivant son implication sur la sensibilisation aux maladies mentales, avec l’appui de son ami et associé Rénald Paré, il produit plusieurs émissions sur le sujet, avec, entre autres : Y sont pas plus fous que nous autres !, un gigantesque spectacle d’humour au Centre Molson animé par Yvon Deschamps qui donne une série de quatre demi-heures humoristique sur la maladie mentale; la série documentaire de 6 épisodes Sortir de l’ombre et le spectacle Humour mental, animé par François Massicotte au centre Bell, avec, entre autres Mike Ward, Sylvain Larocque, Jici Lauzon, Guy Nantel, Dominic Paquet, Les Denis Drolet, Les Chick'n Swell, etc. En 1999, sa mère décède et elle sera suivie de son fils Marc deux ans plus tard. Au tournant du 20e siècle, il continue à produire des soirées de galas télévisuels : la Soirée des Masques de 1994 à 1999, le Gala Les Olivier de 1998 à 2004, la Soirée des prix Jutra, de 1999 à 2006.

### Années 2000
Le Gala des Jutra est le dernier des galas qu’il a produit.
En 2007, sa fille Rose subit un grave accident et Guy Latraverse en est profondément bouleversé. Sa fille, après avoir été trois mois dans un coma complet, émerge et prendra de longs mois pour s’en remettre. Guy Latraverse la soutient dans toutes ses démarches.
En 2008, à la suite d’âpres négociations avec le Festival d’été de Québec, l’équipe des FrancoFolies de Montréal accepte de déplacer l’événement du mois d’août au mois de juin. Toujours à partir de cette année-là, il aide à l’organisation du dîner-spectacle-bénéfice pour l’organisme Relief, un événement où des artistes « … tels Normand Brathwaite et Mara Tremblay, se sont affichés comme souffrant de troubles anxieux, de dépression ou de bipolarité ».

### Années 2010
En 2013, Guy Latraverse raconte, avec la collaboration du journaliste Daniel Lemay, sa vie dans le livre : Guy Latraverse 50 ans de showbiz québécois, avec une préface signée par l’humoriste Yvon Deschamps. En 2017, il se joint à l’équipe de production Fair-Play.

### Mort
Guy Latraverse meurt le 14 octobre 2023.

## Carrière
Liste non exhaustive des productions auxquelles le nom de Guy Latraverse est associé soit comme agent d’artiste, ou producteur de spectacle, ou producteur de disque, ou producteur d’émissions de télévision, ou comme directeur artistique, ou concepteur.
- 1963 : Récital de Claude Léveillée à l’Auditorium du Plateau.
- 1964 : Tournée de Jean-Pierre Ferland au Québec.
- 1964 : Claude Léveillée » à la Place des Arts ; à la grande Salle (avril).
- 1964 : 1er Gala RIN au Forum (Rassemblement pour l’indépendance nationale) (24 mai).
- 1964 : Tournée de deux mois de Guy Béart au Québec (octobre).
- 1965-1966 : Tournée de Petula Clark au Canada.
- 1965 : 2e Gala RIN au Forum ; il supervise l’artistique (17 mars).
- 1965 : Humoriste français Darry Cowl à la Comédie-Canadienne (mai).
- 1967 : Mireille Mathieu à l’Expo-Théâtre (juin).
- 1968 : Enrico Macias au Théâtre Maisonneuve de la Place des Arts (février). Guy Latraverse fait 5 tournées avec cet artiste en 10 ans.
- 1968 : L’Osstidcho King Size en tournée à travers le Québec (septembre).
- 1969 : L’Osstidcho meurt à la salle Wilfrid-Pelletier et au Palais Montcalm (janvier).
- 1970 : Yvon Deschamps à la Place des Arts (octobre). L'artiste y fera 500 représentations en tout au cours de sa carrière.
- 1970-1975 : Charles Aznavour revient tous les deux ans; dans les années impaires.
- 1972 : Robert Charlebois à l’Olympia de Paris (hiver).
- 1974 : Léo Ferré à la salle Wilfrid Pelletier de la Place des Arts (22-23-24 mars).
- 1974 et 1975 : nombreux spectacles à la Place des Nations; artistes québécois et étrangers (été).
- 1974 : J’ai vu le loup; le renard; le lion sur les plaines d’Abraham (3 août).
- 1974 : Michel Fugain et le Big Bazar à la salle Wilfrid-Pelletier de la Place des Arts (avril).
- 1975 : Hommage à Jean-Pierre Ferland sur le mont Royal ; Ferland est entouré de 10 chanteuses : France Castel, Véronique Béliveau, Renée Claude et Ginette Reno entre autres (24 juin).
- 1975 : Mon premier show, Diane Dufresne au Théâtre Maisonneuve (4 au 12 novembre).
- 1975-1976 : Le Kébec à Paris à la grande salle du Théâtre Chaillot, avec Louise Forestier, Diane Dufresne, André Gagnon et Jean Carignan surnommé Ti-Jean (23 décembre-1er janvier 1976).
- 1976 : 1 fois 5 , au parc du Bois-de-Coulonge (Qc) puis au lac aux Castors (Mtl).
- 1979-1987 : Gala de l’ADISQ : il est producteur délégué du gala pendant 8 ans.
- 1980 : J’me mets sur mon 36 avec Diane Dufresne au Forum de Montréal (8 décembre).
- 1981 : Kébec Spec offre, comme producteur ou simple diffuseur, les spectacles d’Édith Butler, de Robert Charlebois, d’Yvon Deschamps, de Clémence DesRochers, de Diane Dufresne, de Jean-Pierre Ferland, de Louise Forestier, etc. (été).
- 1982 : Sortie Dubois avec Claude Dubois au Forum de Montréal (4 juin).
- 1982 : Spectacles Laurentide présentent les artistes de Kébec Spec et d’autres artistes de compagnies différentes dont Jim Corcoran, Raoul Duguay, Nanette Workman, Marie Michèle Desrosiers ; etc.
- 1982 : Dame de cœur, Dame de pique, Diane Dufresne au Forum de Montréal (27 et 28 octobre).
- 1984 : Magie Rose, avec Diane Dufresne au Stade olympique de Montréal (16 août).
- 1985 : Débuts des humoristes Daniel Lemire et Pierre Verville au Club Soda.
- 1985-1989 : Samedi de rire, série de télévision animée par Yvon Deschamps entouré des comédiens de Normand Chouinard, Normand Brathwaite, Pauline Martin et Michèle Deslauriers.
- 1987 : Chantez-nous la paix à la salle Albert-Rousseau (Sainte-Foy); animé par Yvon Deschamps et Jean Lapointe avec Ginette Reno, Robert Charlebois, Daniel Lavoie, Louise Lecavalier dansant avec un couple du Ballet du Bolchoï, Gilles Vigneault accompagné d’un des Chœurs de l’Armée rouge (pendant Rendez-vous 1987 : hockey, LNH contre URSS),
- 1988 : Comme un film de Fellini, Diane Dufresne au Théâtre Saint-Denis.
- 1989-1992 : Samedi P.M. : série de télévision avec Pauline Martin en vedette et Raymond Legault, Marcel Leboeuf, Hélène Mercier et Martin Drainville.
- 1989-1990 : CTYVON : série de télévision avec Yvon Deschamps.
- 1989 : Rendez-vous doux avec Gerry Boulet.
- 1989 : Bonjour la visite ! (16 décembre).
- 1990 : Mission Apollo, Harlem, New York (13 novembre).
- 1991 : Une ville au sommet, au Chalet du parc du Mont-Royal (Montréal) ; avec Robert Charlebois et Gino Vannelli, les pianistes Louis Lortie et Hélène Mercier, la danseuse Margie Gillis et l’imitateur André-Philippe Gagnon. (automne).
- 1990-1996 : il produit pour les FrancoFolies de Montréal plus de 130 émissions de télévision et conceptions/productions dont la série La fête à…, avec entre autres celles de Gilles Vigneault (1990), de Claude Dubois (1991), Claude Léveillée (1994), Raymond Lévesque (1996), etc.
- 1994-2003 : il produit pour les FrancoFolies de Montréal de grandes soirées comme La symphonie du Québec (1994) ; La grande paix (2001) regroupant artistes québécois et des Premières Nations : Richard Séguin, Richard Desjardins, Florent Vollant, Chloé Ste-Marie, Yves Sioui Durand, Dominique Pétin, Gabriel Jourdain; etc.
- 1992 : La Fête à Montréal au Forum de Montréal (2 octobre).
- 1993-2013 : Le show du Refuge.
- 1994-1999 : Soirée des Masques, gala du théâtre québécois.
- 1996 : Tous unis contre le Sida enregistré au Centre Bell (1er avril).
- 1996 : De concert avec le Saguenay, (25 août).
- 1997 : Y sont pas plus fous que nous autres !, au Centre Molson, (2 avril).
- 1998 : Sortir de l’ombre.
- 1998-2003 : Le plaisir croît avec l’usage, émission animée par René Richard Cyr (1998-2000 inc.) puis Suzanne Lévesque (2001-2003).
- 1998 : Tournée de l’humoriste français Raymond Devos au Québec (sept.-oct.).
- 1998-2003 : Gala Les Olivier.
- 1999-2006 : La Soirée des prix Jutra.
- 1997-2006 : Le grand Rire bleu (Québec).
- 2003 : Humour mental, au Centre Bell, animé par François Massicotte (10 novembre).
- 2006 : Les FrancoFolies de Montréal: Salut à Serge Fiori (9 juin) ; Tous avec Vigneault au bout du monde (6 août) ; Quand les hommes vivront d’amour, hommage à Raymond Lévesque (24 juin) ; etc.
- 2006 : Judy et Yvon font une scène, avec Yvon Deschamps et Judi Richards, émission diffusée sur TVA (octobre).
- 2006 : Notre père, documentaire sur le père Johns, le bon Dieu Dans la rue (16 décembre).
- 2007 : Pour une dernière fois…Ferland, Centre Bell (24 janvier).
- 2007 : Les FrancoFolies de Montréal: La Grande fête multiculturelle (26 juillet); Hommage à Marjo (30 juillet); Pierre Lapointe et l’Orchestre Métropolitain (5 août), etc.
- 2007 : Casse-croûte chez Albert, série de 8 épisodes, avec des humoristes.
- 2008 : Massicotte craque !  (1er février).
- 2008 : Les FrancoFolies de Montréal : La grande fête multiculturelle Hydro-Québec (24 juillet) ; Terre planète bleue, avec Diane Dufresne, Richard Desjardins, Richard Séguin, Jean Lemire, Hubert Reeves, etc.
- 2008 : Clémence DesRochers : mes classiques en public (16 décembre).
- 2009-2011 : Fallu plaisante !, série télévisée.
- 2009 : Steve Diamond au Théâtre Corona (février).
- 2009 : Toute une famille ; série documentaire présentée par Yvon Deschamps.
- 2010 : Les FrancoFolies de Montréal: Diane Dufresne : Sinéquanone (11 juin) ;  Cœur de Pirate et ses invités (16 juin) ; etc.
- 2011 : Malade !, humoristes, comédiens et chanteurs sensibles à la santé mentale ; avec Pierre Légaré, Stefie Shock, Biz ; Mara Tremblay ; Daniel Boucher ; Diane Dufresne (6 mai).
- 2011 : 12 hommes rapaillés (17 juin).
- 2011 : Les noces d’or de l’album Jaune (15 juin).

## Prix et distinctions

### Productions
Liste non exhaustive.
- 1979 : Prix Félix, producteur de l’année - Spectacle (Kébec Spec) (ADISQ)
- 1980 : Prix Félix, producteur de l’année - Disque (Kébec Disque) (ADISQ)
- 1982 : Prix Félix, producteur de disques de l’année - (Kébec Disque) (ADISQ)
- 1983 : Prix Félix, producteur de disques de l’année - (Kébec Disque) (ADISQ)
- 1984 : Prix Félix, producteur de disques de l’année - (Kébec Disque, Musique Lavoie Rancourt & Fils) (ADISQ)
- 1990 : Prix Félix, spectacle de l'année - Populaire - Nelligan, Opéra de Montréal - Livret de Michel Tremblay, musique André Gagnon (ADISQ)
- 1991 : Prix Gémeaux, meilleure émission ou série des arts de la scène Nelligan (Sogestalt 2001) (ACCT)
- 1991 : Prix Félix, producteur d’émissions de télévision de l’année (Sogestalt 2001) (ADSQ)
- 1997 : Prix Félix, producteur d’émissions de télévision de l’année (Sogestalt 2001) (ADISQ)
- 1998 : Prix Félix, émission de télévision de l’année - Chanson (artistes variés) - Félix Leclerc, le géant du Québec (Sogestalt 2001) (ADISQ)
- 1999 : Prix Félix, émission de télévision de l’année - Chanson (artistes variés) - Le Show du Refuge (Sogestalt 2001) (ADISQ)
- 1999 : Prix Gémeaux, meilleure série de variétés Le plaisir croît avec l’usage, animée par René Richard Cyr (Sogestalt 2001) (ACCT)
- 2000 : Prix Gémeaux, meilleure série de variétés Le plaisir croît avec l’usage, animée par René Richard Cyr (Sogestalt 2001) (ACCT)
- 2001 : Prix Gémeaux, meilleure variété Le Show du Refuge (Sogestalt 2001) (ACCT)
- 2004 : Prix Félix, émission de télévision de l’année - Chanson (artistes variés) - Le vent, la mer, le roc (Daniel Boucher, Éric Lapointe et Kevin Parent) (Sogestalt 2001, Télévision Québec) (ADISQ)
- 2006 : Prix Félix, émission de télévision de l’année - Chanson (artistes variés) - Le show du Refuge (Sogestalt 2001, Télévision Québec) (ADISQ)
- 2007 : Prix Félix, émission de télévision de l’année - Chanson (artistes variés) - Le show du Refuge (Sogestalt 2001, Télévision Québec) (ADISQ)
- 2008 : Prix Félix, émission de télévision de l’année - Chanson (artistes variés) - Dans la forêt des mal-aimés (Pierre Lapointe et l’Orchestre Métropolitain) (Sogestalt 2001, Télévision Québec) (ADISQ)
- 2010 : Prix Gémeaux, meilleure série documentaire Toute une famille, animée par Yvon Deschamps (Sogestalt 2001) (ACCT)

### Hommages à titre personnel
- 1988 : Prix Félix, hommage à Guy Latraverse (ADISQ)
- 1988-1996-1997 : nommé personnalité de la semaine trois fois (journal La Presse)[23]
- 1999 : Grand Prix de l’Académie, hommage à Guy Latraverse (Les Gémeaux)
- 2003 : Chevalier de l'Ordre national du Québec
- 2004 : Prix Hommage Bénévolat-Québec, Bénévole en action, Montérégie (Secrétariat à l’action communautaire autonome du Québec) (SACAIS),
- 2005 : Chevalier de l’Ordre de la pléiade (Assemblée parlementaire de la francophonie)
- 2010 : Prix du Patrimoine au Panthéon de l’Association canadienne des éditeurs de musique
- 2010 : Prix Artisan de la Fête nationale du Québec 2011, prix conjoint pour Guy Latraverse, Gilles Vigneault, Claude Léveillée, Jean-Pierre Ferland, Robert Charlebois et Yvon Deschamps, pour le 35e anniversaire du spectacle 1 fois 5 (Mouvement national des Québécoises et Québécois)
- 2012 : Prix Hommage de la Société canadienne des auteurs, compositeurs et éditeurs de musique (SOCAN)
- 2013 : Prix Félix, Trophée honorifique à Guy Latraverse pour ses 50 ans de carrière; (ADISQ)
- 2013 : Bourse Pionnier-Bâtisseur (Société professionnelle des auteurs et des compositeurs du Québec) (SPACQ)
- 2015 : Intronisé au Club des ambassadeurs d'Arvida (Comité pour la reconnaissance patrimoniale d'Arvida) (CORPA)
- 2015 : Officier de l’Ordre du Canada
- 2020 : Officier de l'Ordre de Montréal[24]

## Témoignages d'appréciation
Depuis le début du 21e siècle, il a reçu de multiples honneurs et décorations pour souligner le travail exceptionnel qu’il a accompli tout au long de sa vie. Le metteur en scène Dominic Champagne dit de lui qu’il est « …à l’histoire du show-business ce que René Lévesque a été à l’histoire de la politique. C’est-à-dire quelqu’un qui nous a emmenés à plus grand que nous-mêmes».
L’artiste Diane Dufresne résume ainsi le rôle joué par Guy Latraverse :« Si la culture québécoise a pris cette ampleur, c’est grâce à Guy Latraverse. Pionnier, ce bâtisseur visionnaire a ouvert la porte de l’avenir vers une identité culturelle ».